# CSS framework
Frameworks CSS são conjuntos de componentes que provêm uma estrutura básica de elementos reutilizáveis, tendo uma arquitetura consistente de funcionalidade genérica sob a qual a aplicação será construída. 
São utilizados principalmente para construção de páginas de websites e de sistema para internet.
Frameworks CSS oferecem diferentes módulos e ferramentas:
- Redefinição da folha de estilo
- Grid especialmente para o design responsivo
- Tipografia web
- Conjunto de ícones em sprites ou fontes de ícone
- Styling para tooltips, botões, elementos de formulários
- Partes de interfaces gráficas como o acordeão, guias, slideshow ou janelas modais (Luz)
- Equalizador para criar conteúdo de altura igual

Frameworks maiores usam intérpretes CSS como LESS ou SASS.

## Lista de Frameworks CSS
- 960 grid system
- awsm.css
- Blueprint
- Bluesky Grid system
- Bootstrap
- Cardinal
- Cascade Framework
- Cascade Framework Light
- Chopstick
- Columnal
- Dismantle
- Emastic
- Floatz
- Fluidable
- Foundation
- Gumby Framework
- Ink
- Jaidee Framework
- Jeet Grid System
- KNACSS
- Kube
- Kule CSS Lazy
- Malo
- Materialize
- Modest Grid
- Pure
- Responsive Grid System
- RÖCSSTI
- Schema UI / Built with LESS
- Semantic UI
- Skeleton
- StackLayout
- uikit
- Unsemantic
- W3.CSS
- YAML
- Yet Another CSS Grid System
- YUI CSS grids
- Zass (utiliza o pré-processador CSS Sass)